# Courbe de Hellings-Downs

La courbe de Hellings-Downs représentée par la ligne pointillée violette. Les points bleus avec des barres d’erreur représentent les résultats de la corrélation de paires de pulsars. (GWB = fond stochastique d'ondes gravitationnelles).

La courbe de Hellings-Downs (également connue sous le nom de courbe de Hellings et Downs ) est une prédiction théorique utilisée pour établir qu'un réseau de pulsars à l'échelle galactique a détecté des ondes gravitationnelles, généralement de longueurs d'onde {\displaystyle (\lambda =1-10ly)}. Plus précisément, la courbe de Hellings-Downs représente les corrélations attendues des délais de temps d'arrivées de signaux de paires de pulsars en fonction de leur séparation angulaire dans le ciel vu de la Terre,. Cette fonction de corrélation théorique suppose la relativité générale d'Einstein et un fond d'ondes gravitationnelles isotrope,.

## Résidus du réseau de chronométrage de pulsars

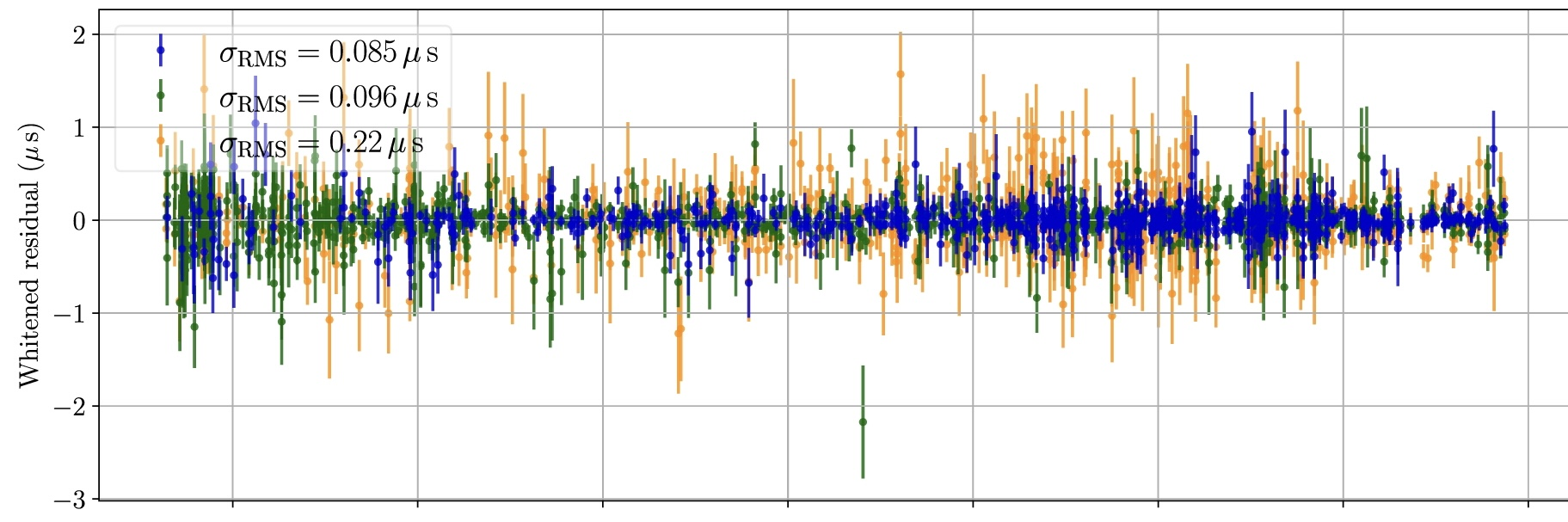
Résidus de chronométrage des pulsars du réseau de synchronisation des pulsars de Parkes.

La théorie de la relativité générale d'Albert Einstein prédit qu'une masse déformera l'espace-temps, provoquant l'émission d'ondes gravitationnelles ai la masse est accélérée. Ces ondes gravitationnelles affecteront le temps de trajet de toute lumière qui interagit avec elles. Un résidu de chronométrage de pulsars est la différence entre l'heure d'arrivée prévue et l'heure d'arrivée observée de la lumière des pulsars. Étant donné que les pulsars clignotent à un rythme si constant, on émet l’hypothèse que si une onde gravitationnelle est présente, un motif spécifique peut être observé dans les résidus de chronométrage des paires de pulsars. La courbe de Hellings-Downs est utilisée pour déduire la présence d'ondes gravitationnelles à partir des motifs de corrélations angulaires dans les données résiduelles temporelles de différentes paires de pulsars. Plus précisément, les corrélations attendues sur l'axe vertical de la courbe de Hellings-Downs sont les valeurs attendues des corrélations de paires de pulsars moyennées sur toutes les paires de pulsars avec la même séparation angulaire et sur des sources d'ondes gravitationnelles très éloignées avec des phases aléatoires non interférentes. Les résidus de chronométrage des pulsars sont mesurés à l'aide de réseaux de chronométrage des pulsars.

## Histoire
Peu de temps après les premières suggestions d'utilisation des pulsars pour la détection des ondes gravitationnelles à la fin des années 1970,, Donald Backer a découvert le premier pulsar milliseconde en 1982. L'année suivante, Ron Hellings et George Downs ont publié les fondements du calcul de la courbe Hellings-Downs dans leur article de 1983 « Upper Limits on the Isotropic Gravitational Radiation Background from Pulsar Timing Analysis ». Donald Backer deviendra plus tard l'un des fondateurs de l'observatoire nord-américain des ondes gravitationnelles en nanohertz (NANOGrav),.
En 2023, la collaboration scientifique NANOGrav a utilisé les données d'un réseau de chronométrage des pulsars collectées sur 15 ans pour rédiger une série de publications soutenant l'existence d'un fond d'ondes gravitationnelles. Au total, 2 211 combinaisons de paires de pulsars millisecondes (67 pulsars individuels) ont été utilisées par l'équipe NANOGrav pour construire leur comparaison de tracés Hellings-Downs. L'équipe NANOGrav a écrit que « l'observation des corrélations Hellings-Downs indique que l'origine de ce signal est une onde gravitationnelle. » La courbe Hellings-Downs a également été qualifiée de « preuve irréfutable » ou d'« empreinte digitale » du fond d'ondes gravitationnelles.

## Équation de la courbe de Hellings-Downs
Reardon et al. (2023) de l'équipe de Parkes pulsar timing array donnent l'équation suivante pour la courbe de Hellings-Downs, qui dans la littérature est également appelée fonction de réduction de chevauchement :
{\displaystyle \Gamma _{ab}={\frac {1}{2}}\delta _{ab}+{\frac {1}{2}}-{\frac {x_{ab}}{4}}+{\frac {3}{2}}x_{ab}lnx_{ab}}
où:
{\displaystyle x_{ab}=(1-\cos \zeta _{ab})/2},
{\displaystyle \delta _{ab}} est la fonction delta de Kronecker
{\displaystyle \zeta _{ab}} représente l'angle de séparation entre les deux pulsars {\displaystyle {a}} et {\displaystyle {b}} vu de la Terre
{\displaystyle \Gamma _{ab}} est la fonction de corrélation angulaire attendue.
Cette courbe suppose un fond d'ondes gravitationnelles isotrope qui obéit à la relativité générale d'Einstein. Cela est valable pour les détecteurs à « bras long » comme les réseaux de chronométrage des pulsars, où les longueurs d'onde des ondes gravitationnelles typiques sont bien plus courtes que la distance du « bras long » entre la Terre et les pulsars typiques.